# ملعب كونثبثيون البلدي
ملعب كونثبثيون البلدي (بالإنجليزية: Estadio Municipal de Concepción)‏ هو ملعب كرة قدم متعدد الأغراض يقع في كونثبثيون، تشيلي، يتسع لـ 29,000 متفرج.

## التاريخ
افتتح الملعب في 16 سبتمبر 1962.